# 香港五元紙幣

渣打銀行於1970年至1975年間發行的5元紙幣，無日期

五元紙幣，昔日流通的香港紙幣之一，面額為5港元。曾经由滙豐銀行、渣打銀行、有利銀行和香港中華匯理銀行发行。

## 歷史

渣打銀行於1967年發行的5元紙幣，無日期

5元紙幣早在19世紀中已由當時的3間主要發鈔銀行──香港上海滙理銀行（即後來的滙豐銀行）、印度新金山中國渣打銀行（即後來的渣打銀行）、印度倫敦中國三處匯理銀行（即後來的有利銀行）發行。而另一規模較小的香港中華匯理銀行曾在1890年代左右發行5元紙幣。直到二次大戰以前，3間發鈔銀行的5元紙幣的設計分別出現了數次變化，尺寸、顏色、風格一直皆有不同。

戰後，只剩下滙豐銀行及渣打銀行繼續發行戰前樣式的5元紙幣。它們都在1959年改變了5元紙幣的設計，兩間發鈔銀行的鈔票除大幅縮小外，尺寸也相同。不過實際上，滙豐銀行的鈔票圖案設計改動不大。而渣打銀行依舊以绿色印刷5元紙幣。

滙豐銀行於1927年至1959年間發行的5元紙幣，俗稱「大棉胎」

1967年，渣打银行更改5元鈔票設計，改以黄色为主调。在1970年，该銀行大幅更改鈔票設計，改以啡色為主調。
1976年，汇丰银行和渣打银行停止发行5元纸币，改由香港政府发行5元硬币，最後一次發行五元紙幣在1978年1月；但五元紙幣的流通一直到1970年代後期，至1980年仍有約2000萬張5元紙幣在市面，直到香港政府刊憲停止五元紙幣在市面流通為止。

## 紙幣暱稱

### 滙豐銀行發行
- 1927-1959年：大棉胎，紙幣設計面積大
- 1959-1975年：中張，紙幣設計比較小

### 渣打銀行發行
- 1911-1927年：摏米六
- 1930-1948年：羅馬兵，有一個戴著頭盔的士兵
- 1959-1970年：綠鎖匙，綠色和有鑰匙圖案
- 1967年：黃鎖匙，黃色和有鑰匙圖案
- 1970-1975年：啡屋，啡色和有當時的渣打銀行大樓